# Viktor Eïssymont
Viktor Vladislavovitch Eïssymont (en russe : Виктор Владиславович Эйсымо́нт), né le 20 décembre 1904 à Hrodna et mort le 31 janvier 1964 à Moscou, est un réalisateur soviétique.

## Biographie
Né à Hrodna dans l'Empire russe, Viktor Eïssymont sort diplômé de l'Institut d'État russe des arts de la scène en 1930. Il commence son parcours professionnel aux studios Lenfilm, en qualité d'assistant de réalisateur.
Son premier long métrage Le Quatrième Périscope (1939) a pour sujet le sabotage lors des exercices des sous-marins soviétiques.
Pendant la Seconde Guerre mondiale, Eisymont, comme presque tous les réalisateurs soviétiques, travaille sur des compilations de films de propagande.
Trois de ses films sont récompensés par un prix Staline : Les Amies du front (1942), Varyag (1947), Alexandre Popov (1951).
Mort à Moscou le 31 janvier 1964, à l'âge de 59 ans, Viktor Eisymont est inhumé au cimetière de Novodevitchi.

## Filmographie

### Réalisateur
- 1941 : La Fille de Léningrad (ru) (Фронтовые подруги)
- 1944 : Il était une fois une petite fille (Жила-была девочка)
- 1946 : Le Croiseur Variague (Крейсер «Варяг») [1],[2]
- 1949 : Alexandre Popov (ru) (Александр Попов), co-réalisé avec Herbert Rappaport
- 1955 : Le Destin du tambour (ru) (Судьба барабанщика)
- 1956 : Bonne chance (ru) (В добрый час!)
- 1960 : La Fin de l'ancienne Berezovka (ru)
- 1962 : Une ville extraordinaire (ru)
- 1964 : Les Aventures de Tolia Klioukvine (ru)

### Assistant réalisateur
- 1932 : Contre-plan (Встречный, Vstrechny) de Fridrikh Ermler et Sergueï Ioutkevitch
- 1935 : Les Amies (Подруги) de Leo Arnchtam